# Stevens County (Kansas)
Stevens County is een county in de Amerikaanse staat Kansas.
De county heeft een landoppervlakte van 1.884 km² en telt 5.463 inwoners (volkstelling 2000). De hoofdplaats is Hugoton.